# أنوشروان بن خالد
أَنُوشِروان بْنُ خَالِد بْنِ مُحَمَّد الكَاشَانِي (بالفارسية: انوشیروان بن خالد بن محمد کاشانی)، المعروف أيضًا باسم أَبُو نَصْر شَرَف الدِّين، رجل دولة فارسي ومؤرخ، شغل منصب وزير الدولة السلجوقية والدولة العباسية.

## سيرته
ولد أنوشروان عام 1067/6 في الري. كان ينتمي إلى عائلة شيعية إثنا عشرية تعود أصولها إلى كاشان. كان أميناً للصندوق وقائداً للجيش السلجوقي في عهد السلطان محمد الأول. وخلف أنوشروان في وقت لاحق شمس المُلك عثمان كقائد للجيش السلجوقي. بعد ذلك ، ذهب أنوشروان إلى بغداد، حيث أصبح فيما بعد قائدًا للجيش السلجوقي مرة أخرى. عينه محمود الثاني وزيراً له  في عام 1127، وظل في هذا المنصب حتى عام 1128. شغل أنوشروان منصب وزير الخليفة العباسي المُسترشد من 1132 إلى 1134، ثم لفترة وجيزة كوزير للسلطان السلجوقي الجديد غياث الدين مسعود من 1135 إلى 1136. توفي أنوشروان فيما بعد بين 1137 و1139.

### أنوشروان والزينبي
وكان بين أنوشروان بن خالد وبين الوزير الزينبي عداوة وتباغض وتنافس على الوزارة، فعزل الوزير الزينبي وتولى أنوشروان بن خالد، فتقرب الناس إليه بثلب الزينبي؛ فدخل الحيص بيص الشاعر عليه وأنشده قصيدةً أولها:
شكراً لدهري بالضمير وبالفم *** لما أعاض بمنعمٍ عن منعم
يشير إلى أنوشروان وإلى الزينبي. فاستحسن الناس منه ذلك واستدلوا به على وفائه وحريته. ثم إن أنوشروان بن خالد مات وأعيد الزينبي إلى الوزارة فتقرب الناس إليه بمسبة أنوشروان؛ فدخل عليه الحيص بيص وأنشده:
بقيت ولا زلت بك النعل، إنني *** فقدت اصطباري يوم فقد ابن خالد

## قيل عنه
كان رجلاً من أفاضل الناس وأعيانهم وأخيارهم، تولى الوزارة للسلاطين وللخلفاء. وكان يستقيل من الوزارة فيجاب إلى ذلك ثم يخطب لها فيجيب كارهاً. وهو الذي صنف له ابن الحريري المقامات الحريرية، وإليه أشار في أولها بقوله: ً فأشار من إشارته حكم وطاعته غنمً طلب الأرجاني الشاعر من الوزير أنوشروان خيمةً، فأرسل إليه بدنانير كثيرة وقال له: اشتر بها خيمةً؛ فقال الأرجاني في ذلك:
لله در ابن خالدٍ رجلاً *** أحيا لنا الجود بعدما ذهبا
ســألته خيمةً ألوذ بها *** فجاد لـي ملء خيمةٍ ذهبا
وكان أنوشروان بن خالد كثير التواضع مشهوراً بذلك يقوم لكل من يدخل عليه، فهجاه ابن الهبارية الشاعر بقوله:
هذا تواضعك المشهور عن ضعةٍ *** تبدو فمن أجلهــا بــالكبـر تتهم
قعدت عن صلة الراجي وقمت له *** فذا وثوب على الطلاب لا لهم
وفيه يقول أيضاً يشير إلى كثرة قيامه:
رأيـــــت مشــروبه يعبــــى *** مزاوداً فـــي يــد الغلام
فقلت: لا يعرضن لشرب ال *** دواء من غير ما سقام
فمــــا به حـــــــاجة إليــــه *** فإنـــــــه دائــــــم القيام
وكان عاقلا سائسا رزينا، وافر الجلالة، حسن السيرة، محبا للعلماء أحضر ابن الحصين إلى داره ، فسمع أولاده «المسند» بقراءة ابن الخشاب وسمعه خلق. و زار الغزالي فقال له الغزالي: «زمانك محسوب عليك وأنت كالمستاجر فتوفرك على ذلك أولى من زيارتي» فخـرج أنوشروان وهو يقول: «لا إله إلا الله، هذا الذي كان في أول عمره يستزيدني فضل لقب في ألقابه، كان يلبس الذهب والحرير».

## الوفاة
مات أنوشروان في سنة اثنتين وثلاثين وخمسمائة هـ.

## روابط خارجية
- Klausner، Carla L. (2009). "Anūshirwān b. Khālid". في Fleet، Kate؛ Krämer، Gudrun؛ Matringe، Denis؛ Nawas، John؛ Rowson، Everett (المحررون). Encyclopaedia of Islam, THREE. Brill Online. DOI:10.1163/1573-3912_ei3_COM_22874. ISSN:1873-9830. {{استشهاد بموسوعة}}: الوسيط |ref=harv غير صالح (مساعدة)